# Snakes in a Hole
Snakes in a hole är det andra albumet med jazzrockgruppen Made in Sweden från 1969.
Albumet producerades av Made In Sweden för Sonet. Omslagsdesign: Ardy Strüwer. Omslagsfoto: Johan Rönn.

## Låtlista[1]
Sida A
1. Snakes in a hole (G. Wadenius - T. Borgudd)
2. Lay Lady lay (Bob Dylan)
3. Discotheque people (G. Wadenius)

Sida B
1. Give me whisky (G. Wadenius - T. Borgudd - B. Häggström - R. Wallis)
2. Kristallen den grymma (Arr.: G. Wadenius)
3. Little cloud (G. Wadenius - R. Wallis)
4. Big cloud (G. Wadenius - T. Borgudd - B. Häggström)

## Medverkande[1]
- Jojje Wadenius – gitarr, piano, sång
- Bosse Häggström – elbas
- Tommy Borgudd – trummor
- Svend Asmussen - fiol på Snakes in a hole och Lay Lady lay
- Michael B. Tretow, Georg P. Foss - Tekniker

### Fotnoter
1. 1 2 3 4  Sonet SLP-2504 skivomslag
2. ↑  ”Made In Sweden - Snakes in a hole”. discogs.com. https://www.discogs.com/master/498958-Made-In-Sweden-Snakes-In-A-Hole. Läst 3 april 2024.